# محمد أمين شبر
محمد أمين شبر، عالم دين شيعي. بدأ حياته في النجف منذ صغره في جامع الطوسي وجامع الهندي وجامع الخضراء وفي المدرسة الشبرية لكن دراسته الحوزوية المنتظمة بدأت في [قم] فأكمل المقدمات والسطوح ودرس البحث الخارج على أيدي مراجعها.
أما خطابته فهو خرّيجُ مدرسة أبيه الخطيب جواد شبر وكان منذ صغره يصطحبه أبوه في جُلِّ مجالسه فأخذ من أبيه طريقته في الطرح وثقافته الإسلامية والتأريخية والأدبية وطُرُق التأثير في الجمهور.
ارتقى المنبر الحسيني في بعض الحُسينيات والمساجد في محافظات طهران وقم وأصفهان والأهواز وشيراز ومشهد كما أنه قام بجولات تبليغية في كل من سورية ولبنان ولندن وغيرها.
لكن المنطقة الشهيرة لمجالسه هي دولة الكويت.
ولمحمد أمين شبر برامج إذاعية وتلفزيونية كبرامج تفسير القرآن وشرح نهج البلاغة على قناة سحر الفضائية (قناة الكوثر حالياً) وقد أذيعت محاضراته في صوت الجمهورية الإسلامية في إيران وله لقاءات وحوارات في تلفزيون الغدير وقناة الأنوار الفضائية وقناة الفرات وغيرها.

## اعتقاله
اعتُقِلَ أربع مرات من قِبَل سلطة صدام حسين فكان أول اعتقال له في 9 يوليو 1974 في البصرة حيث أودع في زنزانة تحت الأرض ولاقى صنوف التعذيب من السلطة العراقية ثم نُقِلَ في سيارة مكشوفة إلى بغداد وأودع في زنزانات الأمن العامة [(الشعبة الخامسة)] وكان معه من المعتقلين الشيخ عارف البصري ورفاقه ومحمود الهاشمي الشاهرودي من أبرز تلاميذ الصدر وحسن فرج الله والشيخ عبد الرضا الجزائري وعبد الجبار البصري وناظم البصري ومجموعة كبيرة من علماء العراق ثم نُقل بعد ما عُذّب، إلى زنزانات معتقل (الفضيلية) وكان معه هناك عبد الحميد المهاجر ومجموعة من أبرز جماعة محمد الشيرازي.
وفي سنة 1975 اعتُقِلَ في مديرية أمن النجف.
أما الاعتقال الثالث فكان في سنة 1981 في استخبارات كركوك حيث تَعَرَّضَ لصنوف التعذيب كالصعقات الكهربائية والكي بالنار والتعليق في السقوف وغير ذلك.
ولمّا حاولت السلطات العراقية في ذلك الوقت اعتقاله للمرة الخامسة قرر مغادرة العراق في يوم 3 أغسطس 1982 حيث فر إلى الجبال التي تقع بين الحدود الإيرانية العراقية فبقى هناك يتجول بين الأكراد وهو يرجو مساعدتهم لإيوائه ثم نُقِلَ عن طريقهم إلى إيران.
فوصل إلى إيران بعد عشرين يوماً من المعاناة فاستُقبل هناك بترحاب ثم التحق بمعسكر الشهيد الصدر بالأهواز حيث تَدَرَّبَ على حرب الشوارع وحرب العصابات ثم التحق بجبهات القتال حيث وقاتل قتالاً عنيفاً ضد قوات النظام الصدامي في مدينة الفاو وكاد أن يستشهد أو يؤسر.

## كتبه ومؤلفاته
- الطيب من القول. (طبع منه الجزء الأول)
- أغرب جرائم الجنس. (طبع منه الجزء الأول)
- مأة دعاء لسعادتك. (طبع خمس طبعات)
- محمد باقر الصدر: المواجهة والشهادة.
- خطيب الأمة السيد جواد شبر.
- أفكاري.
- المدرسة الشبرية.

وله كتب مخطوطة عديدة مثل (عبد الله شبر: البحر الزاخر) بالإضافة إلى محاضراته القيمة التي لم تطبع بعد.
كما أن له مساهمات وكتابات في بعض الصحف العربية.
وله علاقات واسعة مع عشائر ووجهاء العراق والخليج.
يتولى حالياً إدارة المدرسة الشبرية التي أسسها جده علي شبر.
وقد أسس في عام 1999 (المؤسسة الشبرية لإحياء التراث) وهو أمينها العام حالياً.

## قالوا فيه
•قال الإمام محسن الحكيم مخاطباً محمد أمين شبر: ((جعلك الله خطيباً صاعداً كأبيك)). ((راجع ديوان السيد جواد شبر ص144)).
•من رسالة وجهها محمد أمين شبر إلى محمد باقر الصدر فيها أسئلة فلسفية في سنة 1975، أجابه السيد: (بعد السلام عليكم والدعاء لكم أيها الصفي الزكي العزيز بالتسديد والتأييد والنجاح..).
•يقول محمد أمين شبر: لمّا كنت معتقلاً في زنزانات الأمن العامة ببغداد في صيف 1974، جيء بالسيد محمود الهاشمي (أحد تلاميذ الصدر) فقال لي: ان السيد محمد باقر الصدر يبكي ويدعو لك ولأخيك حامد طوال الليل.. ولو تعلمون كم هو متأثر لاعتقالكما..؟!
•قال المرجع السيد على السيستاني في استقبال محمد أمين شبر يوم 1/12/2003: (أنا بقية السيف وأنت بقية السيف).
وفي زيارته له بتأريخ 1/1/2006 قال سماحته مخاطباً شبر: (أنا خادم لأئمةِ أهل البيت (عليهم السلام) وشيعتهم خصوصاً لأسرتكم الكريمة والتي لها قرنان أو أكثر من العطاء العلمي).
ومن أقواله: انتم من الأسر العريقة منذ أكثر من مأتي سنة. (السيد جواد شبر، خطيب قدير وذو اطلاع واسع). (انتم جاهدتم وضحيتم وصبرتم.. وتقبّل الله أعمالكم). (سأدعو لك بأحسن الدعوات).
ولما أخبره محمد أمين شبر عن سلامة المدرسة الشبرية ومكتبتها، قال له السيد مبتهجاً: (إنها بشارة..!! كُنا نودُّ تعمير المدرسة.. لكنها لم تَكُن بأيدينا..!!
•قال المرجع محمد الشيرازي:
"أنت خير خلف لخير سلف.. رحم الله أباك السيد جواد شبر الخطيب المجاهد."
•قال العلامة [السيد مرتضى العسكري] يخاطب محمد أمين شبر (بعدما قرأ له مقالاً حول استسلام الحكام الخونة للصهاينة في إحدى الصحف):
وأنت بقلمك عَرّيتَ (أغنام السلام)، في كلمة قصيرة تساوي ديوان شعر سياسي يكشف عن واقع جلّ حكام العرب المسلمين في عصرنا الحاضر (24 شعبان 1416).
•لا يخفى أن جناب الخطيب السيد محمد أمين شبر (دامت تأييداته) كانت مجالسه عامرة بكثرة المستمعين وقد استفاد الناس من وجوده أيام عشرة محرم الحرام فجزاه الله خيراً والسلام.
الشيخ إبراهيم صدقي
إمام جمعة شوش دانيال
•قال الشاعر عبد الستار الحسني:
إلى فضيلة الخطيب البارع العلاّمة الجليل الأستاذ السيد محمد أمين سلمه الله نجل الخطيب الكبير العلاّمة المجاهد الشهيد السعيد السيد جواد شبر الحسيني.
•	وقال الشاعر الأديب السيد عبد الأمير جمال الدين:
•قال صاحب كتاب معجم الخطباء
```
(ج5): السيد محمد أمين شبر.. هذا الشبل من ذاك الأسد، والنور من ذلك القبس.. يكفيه عِزّاً وشَرَفاً أن يكون برعماً لتلك الدوحة وامتداداً لتلك الإصالة..
```

عرفتُ السيد الأمين مِن آل شبر وهو لم يزل في غضارة العمر، مقبلاً على الحياة بهدوء وسكينة وتفاؤل ووداعة.. يتبعُ أثر أبيه كما يتبع الفصيل أثر أمّه.. مكثراً مِن تردّده على المدرسة الشبرية والمحافل الدينية والمجالس الحسينية.. 
لقد اقتفى السيد الأمين أثر أبيه روحياً كما كان جسدياً، وحَلَّ محله منبرياً لملء الفراغ وتحقيق الآمال، فلقد كان السيد والده يُقدّم عروضاً مغرية لمن يسلك نهجه من أولاده في خدمة المنبر الحسيني.. ولم يوفّق منهم في تحقيق تلك الاُمنية إلا (أمينهم)..!!
ونشأ محمد أمين معتزاً بامجاد أسرته العلمية ومحيطه الديني وأجوائه الأدبية والحسينية، وقد أحيى بذلك ذكرى والده ومَلأ مكانه وعَوَّضَ بعض خسارته..
وهو متأثر جداً بأسلوب والده الخطيب الجواد ومطبوع بطابع خطابته ومنصهراً بشخصيته الخطابية والأدبية..
وقد اطلعتُ على رهافة حسه الديني ورشاقة قلمه المتزن.
•أهدى الأستاذ الدكتور محمد حسين الصغير كتابه (الإمام جعفر الصادق)، وكتب عليه: 
إلى مكتبة المدرسة الشبرية العامرة، بقيادتها الشابة الجديدة لولدنا الأستاذ السيد محمد أمين نجل الشهيد السيد جواد شبر، مع التقدير.
المؤلف 
محمد حسين علي الصغير
10/1/2006
•كتب الأستاذ محمود السيد محمد رضا الصافي:.. إلى ابن أخي الشهيد السعيد المبرور السيد جواد شبر، قرة العين السيد الأجل الخطيب الجليل والعلاّمة النبيل سليل السلالة الطاهرة السيد محمد أمين شبر "
19/6/2005